# سالایا
سالایا (به انگلیسی: Salaya) یک منطقهٔ مسکونی در هند است که در Khambhaliya Taluka واقع شده‌است. سالایا ۳۰٬۰۰۰ نفر جمعیت دارد و ۱۹ متر بالاتر از سطح دریا واقع شده‌است.